# Баніяс (район)
Баніяс (араб. منطقة بانياس) — район (мінтака) у Сирії, входить до складу провінції Тартус. Адміністративний центр — м. Баніяс.
Адміністративно поділяється на 7 нохій:
- Баніяс-Центр
- Ар-Равда
- Аль-Аназа
- Аль-Кадмус
- Хаммам-Васель
- Аль-Тавахін
- Талін

| Сирія | Це незавершена стаття з географії Сирії. Ви можете допомогти проєкту, виправивши або дописавши її. |